# Port lotniczy Timimun
Port lotniczy Timimun (IATA: TMX, ICAO: DAUT) – port lotniczy położony niedaleko Timimun, w prowincji Adrar, w Algierii.

## Kierunki lotów i linie lotnicze
| Linia Lotnicza | Kierunek          |
| -------------- | ----------------- |
| Air Algerie    | 1. Algier 2. Oran |